# Breške Muslimanske
 Breške Muslimanske su nekad bile samostalnim naseljem na području današnje općine Tuzle, Federacija BiH, BiH.

## Povijest
Za vrijeme socijalističke Jugoslavije spojene su s Breškama Hrvatskim u novo naselje Breške.